# This Darkened Heart
This Darkened Heart är det amerikanska metalcorebandet All That Remains andra studioalbum. Det släpptes i mars 2004 på skivbolaget Prosthetic Records.
Skivan gavs även ut på vinyl samma år, samt i Japan år 2010.
Albumet är bandets första med gitarristen Mike Martin och basisten Matt Deis, som ersatte Chris Bartlett respektive Dan Egan.

## Låtlista
1. "And Death in My Arms" – 4:45
2. "The Deepest Gray" – 3:09
3. "Vicious Betrayal" – 4:19
4. "I Die in Degrees" – 3:30
5. "Focus Shall Not Fail" – 6:18
6. "Regret Not" (instrumental) – 4:26
7. "Passion" – 3:42
8. "For Salvation" – 3:51
9. "Tattered on My Sleeve" – 4:22
10. "This Darkened Heart" – 3:14

## Medverkande
Musiker
- Philip Labonte – sång
- Mike Martin – gitarr
- Oli Herbert – gitarr
- Matt Deis – basgitarr
- Michael Bartlett – trummor

Produktion
- Adam Dutkiewicz – producent
- Louie Teran – mastering
- Mike D'Antonio – skivomslag